# Colette Beaune
Colette Beaune (* 1943, Chailles, Francie) je francouzská historička, emeritní profesorka Université Paris X - Nanterre. Je považována za jednoho z největších odborníků na téma Johanky z Arku.

## Biografie
Studovala na lycée Molière. Později se specializovala na dějiny pozdního středověku. Její dizertační práce v roce 1984 byla na téma Naissance de la nation France.
Přednášela na Sorbonně a stala se profesorkou na univerzitě Paříž X-Nanterre (1992-2005).
V roce 2004 získala Prix du Sénat du livre d'histoire za dílo Jeanne d'Arc a v roce 2012 Grand prix Gobert.

## Dílo
- Naissance de la Nation France, 1985
- Le Miroir du Pouvoir, 1989
- Le Journal d'un bourgeois de Paris, 1989
- Éducation et cultures du début du XIIe siècle au milieu du XVe siècle, 1999
- Clovis dans les miroirs dominicains du milieu du XIIIe siècle à la fin du XIVe siècle, Bibliothèque de l'École des Chartes, 1996
- Les manuscrits des rois de France au Moyen Âge, 1997
- « La mauvaise reine des origines : Frédégonde aux XIVe et XVe siècles », Mélanges de l'École française de Rome. Italie et Méditerranée, 2001
- « Saint Michel chez Jean d'Outremeuse », Cultes et pèlerinages à Saint Michel en Occident (2003)
- Jeanne d'Arc, Paris, éd. Perrin, 2004 (Recenze: Christiane Klapisch-Zuber, Colette Beaune, Jeanne d’Arc / Colette Beaune, Jeanne d’Arc. Vérités et légendes , Clio, číslo 30-2009, Héroïnes)
- Les Rois Maudits, l'enquête historique, 2005
- Jeanne d'Arc, vérités et légendes, Paříž, éd. Perrin, 2008